# 新喀里多尼亞頜吻鰻
新喀里多尼亞頜吻鰻（學名：Gnathophis neocaledoniensis），是輻鰭魚綱鰻形目康吉鳗科頜吻鰻屬的其中一種，由Emma Stanislavovna Karmovskaya在2004年描述，分布於西太平洋新喀里多尼亞海域，深度520至580公尺，背鰭軟條219枚、臀鰭軟條160枚、脊椎骨142-145個，側線孔通氣孔37-38個，腹膜銀色，體長可達18.5公分，為底棲性魚類，生活習性不明。